# Motipur (Kapilvastu)
Motipur (nepalski: मोतिपुर) – gaun wikas samiti w zachodniej części Nepalu w strefie Lumbini w dystrykcie Kapilvastu. Według nepalskiego spisu powszechnego z 2001 roku liczył on 2048 gospodarstw domowych i 10 873 mieszkańców (5561 kobiet i 5312 mężczyzn).